# Pervane
Pervane: in persiano پروانه, che significa autorizzazione, mandato, ordine, sentenza, è un titolo d'origine persiana che equivale al titolo di Gran Vizir o di "governatore". 

Claude Cahen dà invece la definizione di "assistente personale del Sultano".
Tale titolo designava colui che aveva mandato di agire e rappresentava l'autorità mongola ilkhanide di Persia.

## Lemmi correlati
- Muʿīn al-Dīn Suleymān
- Pervâneoğulları